# Горений Подшумберк
Горений Подшумберк (словен. Gorenji Podšumberk) — поселення в общині Требнє, регіон Південно-Східна Словенія, Словенія.